# Имберг, Алексей Осипович
Алексей Осипович Имберг (1790—1864) — председатель Виленской казённой палаты, действительный статский советник.

## Биография
Родился в 1790 году; был внуком эмигрировавшего французского купца, который женился на Елене Самойловне Фигнер, сестре партизана Александра Самойловича Фигнера. Сын таможенного чиновника; мать — Наталья Ивановна, урождённая Антропова. В семье были ещё дети: Осип, Константин и Надежда.
В русской службе находился с 1804 года (с 31 декабря 1807); с 1808 года — в аудиториате. В 1814 году, состоя при генерал-губернаторе королевства Саксонского князе Н. Г. Репнине, обнаружил в Лейпциге миллион рублей фальшивых русских денег, скрытых саксонским правительством у банкира Фреге. С 1818 года он был правителем канцелярии у князя Репнина, когда тот был малороссийским генерал-губернатором. Участвовал в выкупе актера М. С. Щепкина из крепостной неволи: по поручению Репнина Имберг организовал спектакль по подписке для выкупа Щепкина у графини Волкенштейн; князь первый подписал двести рублей и передал подписной лист Имбергу; в 1822 году актёр получил вольную.
С 1831 по 1842 годы служил почт-директором в Вильно, сменив А. И. Бухарского; с 1 апреля 1838 года состоял в чине действительного статского советника. В 1844 году был назначен председателем Виленской казённой палаты и в том же году вышел по болезни в отставку. Был жалован дипломом на потомственное дворянское достоинство. 
В 1856 году вернулся на службу; служил в почтовом ведомстве.
Умер 24 марта (5 апреля) 1864 года.
Известен как автор записок, содержащих интересные сведения о Потёмкине и о войне 1814 года («Русский архив». — 1873. — С. 373—404.).
Был женат на Анне Андреевне. Их дети: сыновья — Алексей (ок. 1826 — ок. 1895), Василий (ок. 1828—?), Михаил (ок. 1837—?); дочери — Наталья (1827—?), Ольга (1839—?).